# Tekstualna datoteka
TXT datoteka ili fiksna datoteka (енгл. flatfile) je vrsta računarske datokeke koja ima oblik niza linija ASCII ili niz znakova nekog drugog kodnog sistema, dok je kraj datoteke obeležen posebnim znakom kraja datoteke tzv. EOF (end of file) znakom. No kraj datoteke nekada nije uvržen u nekim operativnim sistemima kao što su Microsoft Windows ili Linux.